# الصفوة (أسلم)

تعديل مصدري - تعديل

الصفوة هي إحدى قرى عزلة أسلم الشام بمديرية أسلم التابعة لمحافظة حجة، بلغ تعداد سكانها 284 نسمة حسب تعداد اليمن لعام 2004.